# 李一平 (1904年)
李一平（1904年1月28日—1991年12月1日），名玉衡，男，云南大姚人，中国社会活动家，曾任政务院参事，中国佛教协会副秘书长。

## 家庭
儿子李春光为音乐家，曾任中国音乐学院教授、中国音乐家协会常务理事。